# 埃爾維拉·莎塔葉娃
埃爾維拉·謝爾蓋耶芙娜·莎塔葉娃（俄语：Эльви́ра Серге́евна Шата́ева，1938年12月1日—1974年8月8日）是一名俄羅斯登山家和職業運動員，也是1974年8月塔吉克-吉爾吉斯邊境帕米爾列寧峰攀登失敗的領隊。1974年去世時，她是蘇聯最著名的登山運動員之一。
1972年，她帶領全體女性登山隊攀登塔吉克的科爾熱涅夫斯卡亞峰。1973年，她率領探險隊攀登喬治亞的烏什巴山。
1974年8月，她嘗試史上首次與全女性登山隊一起征服列寧峰徒步旅行。這支隊伍包括莫斯科的妮娜·瓦西里耶娃（Nina Vasilyeva）和瓦倫蒂娜·法捷耶娃（Valentina Fateyeva）；杜尚別的伊爾西納爾·穆哈梅多娃（Ilsinar Mukhamedova）和塔吉婭娜·薩爾達紹娃（Tatyana Sardashova）；車里雅賓斯克的加琳娜·佩列霍迪尤克（Galina Perekhodyuk）；伏龍芝的柳德米拉·曼扎羅娃（Lyudmila Manzharova）和斯維爾德洛夫斯克的伊琳娜·柳比姆采娃（Irina Lyubimtseva）。根據當時在山上的美國帕米爾/蘇聯探險隊的報告，她的整個團隊都在山上遇難。
莎塔葉娃的丈夫弗拉基米爾·沙塔耶夫（Vladimir Shatayev）將這段經歷和自己的生活寫成了一本回憶錄，名為《難度係數》（Degrees of Difficulty）。